# Eustache Prudencio
Pour les articles homonymes, voir Prudencio.
Eustache Prudencio était un écrivain-journaliste béninois né le 5 septembre 1922 à Bopa et décédé le 21 mai 2001 à Cotonou. Son livre Le rêve étranglé a été introduit au programme scolaire en classe de seconde au Bénin.
Il publie, en 1969, Violence de la race, un recueil de poèmes où s'exprime bien crûment sa fibre nationaliste.

## 1-Biographie de Eustache Prudencio
Journaliste et écrivain, Eustache Prudencio est l'auteur de plusieurs ouvrages dont des recueils de poèmes. Il était père de 15 enfants.
Il a écrit notamment Vade Mecum des instituteurs, Vents du lac (Poème) et Ombres et soleil ainsi que de nombreuses nouvelles.  Il anime des stages à Dakar en 1951 et en 1953 et publie en 1967 un document : "Pédagogie vivante : vers l’Ecole moderne africaine techniques Freinet” dans lequel il s’adresse à ses collègues africains : “les idées que nous avançons, loin de vous endoctriner ou d’être des panacées, vous permettront, du moins nous l’espérons, de réfléchir sur les problèmes pédagogiques qui se posent aux pays pauvres, et d’apporter votre contribution à la conception d’un nouvel humanisme...
Il disait que l’instituteur étant non plus le maître, mais le guide qui aide les enfants à s’éduquer et à se cultiver.
Instituteur de formation, il a été respectivement chef du service de presse et de la documentation à la présidence de la République sous le régime révolutionnaire du président Mathieu Kérékou et ambassadeur du Bénin au Nigéria et au Cameroun. 
Il a également été animateur des émissions Plaisir de lire sur les antennes de la radio nationale et du Mot le plus long à la télévision béninoise.

## Distinctions
L'écrivain poète a été récipiendaire de plusieurs distinctions honorifiques et autres prix et a notamment obtenu le diplôme d'honneur de poésie de l'Académie des Jeux Floraux Méditerranéens de la Société des Arts et Lettres de la Côte d'Azur. 
- 1989 : Grand prix de littérature ID de Côte d'Ivoire (pour Les Enfants de Mandela).
- Officier de l'Ordre du Mérite culturel de Côte d'Ivoire.
- Inspecteur de l’Enseignement moyen-général en retraite
- Ancien Ambassadeur de la République Populaire du Bénin
- Écrivain poète
- Officier de l'ordre national du Bénin
- Palmes Académiques du Sénégal et de la France d’Outre-Mer
- Officier de l’ordre de l'Étoile équatoriale du Gabon
- Diplôme d’honneur de Poésie de l’Académie des Arts et Lettres de Nice, Côte d’Azur
- Premier Prix du mérite en littérature du 20e anniversaire de la Loterie Nationale du Bénin
- Parrain Perpétuel de l’Association des écrivains et Critiques littéraires du Bénin.